# Jolnijärvi
Jolnijärvi är en sjö i kommunen Enare i landskapet Lappland i Finland. Arean är 55 hektar och strandlinjen är 6,14 kilometer lång. Sjön  ingår i Pasvik älvs huvudavrinningsområde.   Den ligger omkring 290 kilometer norr om Rovaniemi och omkring 990 kilometer norr om Helsingfors. 